# سالبادور إسبينوزا أوروزكو
سالبادور إسبينوزا أوروزكو (بالإسبانية: Salvador Espinosa Orozco)‏ هو صانع أفلام مكسيكي، ولد في 8 فبراير 1956 في المكسيك.